# Adolf van Kleef-Ravenstein

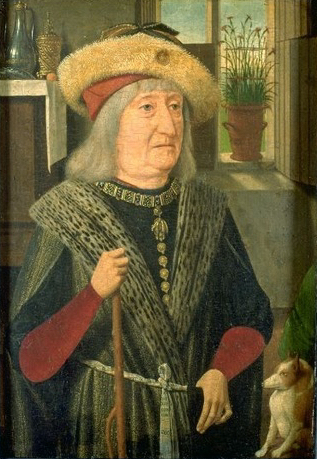
Portret van Adolf van Kleef, circa 1480.

Adolf van Kleef, heer van Ravenstein (28 juni 1425 – Oostburg, 18 september 1492) was een hoge edelman en staatsman uit de Nederlanden. Als leenman stelde hij zijn carrière in dienst van de Bourgondische hertogen, hij werd legeraanvoerder en stadhouder-generaal. Op het einde van zijn leven (1483–1492) koos hij echter de kant van de Vlaamse Opstand tegen Maximiliaan, de aartshertog van Oostenrijk.

## Biografie

### Afkomst en jeugd
Hij was een jongere zoon van hertog Adolf IV van Kleef-Mark (1373–1448) en Maria van Bourgondië (ca. 1400–1463), dochter van de Bourgondische hertog Jan zonder Vrees (niet te verwarren met haar achternicht en naamgenote, de latere hertogin Maria van Bourgondië (1457-1482), neef van hertog Filips de Goede van Bourgondië, landsheer van Vlaanderen, Brabant, Limburg en Namen. Hij kreeg zijn opvoeding aan het Bourgondische hof en werd hoveling van Filips de Goede. Even leek hij voorbestemd voor een kerkelijke carrière. Van 1446 tot 1447 was hij genomineerd als aartsbisschop van Keulen, maar dat ambt ging naar de graaf van Berg.

### Residenties, adellijke titels, huwelijken en kinderen

Familiewapen

Zijn eerste residentie bevond zich in Zierikzee te Zeeland. Het Hof van Kleef wordt als woonst van Adolf voor het eerst vermeld in 1445. De grond waarop het gebouw stond, was waarschijnlijk al lange tijd (voor 1300) als feodaal leen van de keizer in bezit bij het geslacht van de graven van Kleef.
In 1450 verkreeg hij de door zijn vader bij testament toebedeelde heerlijkheden Ravenstein, Herpen en Uden, plus een financiële vergoeding. Zijn broer kreeg het hertogdom Kleef en het graafschap Mark. Vanaf toen was Adolf bekend als heer van Ravenstein. Die titel onderscheidde hem van zijn overleden vader en naamgenoot, de hertog van Kleef.
In 1453 werd er volgens contract een huwelijk gesloten met Beatrix van Portugal (1435-1462), dochter van koning Peter van Portugal. Volgens de huwelijksovereenkomst bracht ze een toelage van 25.000 kronen mee en het leengoed Dreischor bij Zierikzee. In 1456 beviel Beatrix van een zoon, Filips van Kleef, die de enige wettige nakomeling van Adolf werd. Een jaar later kreeg zij een dochtertje, Louise van Kleef, maar dat stierf binnen het jaar. Beatrix zelf overleed op 27-jarige leeftijd.
Bij het overlijden van zijn moeder Maria van Bourgondië in 1463, verwierf hij het kasteel en de heerlijkheid Wijnendale. Het werd zijn belangrijkste verblijf. Hij spaarde kosten noch moeite om van het kasteel een representatief jachtslot te maken. In 1488 schonk hij Wijnendale aan zijn enige zoon Filips.
In 1470 hertrouwde hij met Anna van Bourgondië (ca. 1435–1508), een natuurlijke dochter van hertog Filips de Goede en weduwe van Adriaan van Borselen, een Zeeuwse edelman en kamerheer van Filips de Goede. Zo was zij in het bezit gekomen van het waterslot van West-Souburg bij Middelburg (later slot Sint-Aldegonde genoemd), dat door Adolf ook als buitenverblijf werd gebruikt. Ze verwierf ook een huis in Brugge (Molenmeers) dat eveneens door Adolf werd bewoond, vandaar de benaming Hof van Ravenstein. Hij bezat gelijknamige stadspaleizen in Gent (Onderbergen), Brugge (Molenmeers) en Brussel (Hotel Ravenstein), die overigens vandaag nog bestaan.

### Militaire en bestuurlijke carrière
Intussen maakte hij naam als militair en toernooiridder. Vanaf 1443 nam hij aan alle grote krijgsverrichtingen van de Bourgondische hertogen deel. Zijn riddersporen verdiende hij tijdens de Slag bij Gavere (1453), waarmee het Bourgondische leger een van de Gentse Opstanden met geweld neersloeg. Het ging om burgers die in verzet kwamen tegen het in hun ogen onrechtvaardige beleid van de heren van Vlaanderen.
Op het beroemde Banket van de Fazant, een Bourgondisch hoffeest in Rijsel in 1454, droeg hij de titel van chevalier au cigne. Samen met een honderdtal andere aanwezigen legde hij de eed af dat hij hertog Filips de Goede zou volgen op kruistocht naar Constantinopel, dat een jaar tevoren door de Turken was veroverd. Die kruistocht vond echter nooit plaats.
Tijdens het negende kapittel van de Orde van het Gulden Vlies in Den Haag (1456) werd hij opgenomen als ridder.
Tussen 1465 en 1473 diende hij als kapitein in het leger van Karel de Stoute tijdens zijn campagnes in het noorden van Frankrijk, Luik en Gelderland. In 1472 benoemde Karel hem samen met drie andere edelen tot generaal in de oorlog van de Bourgondische hertog tegen de Franse koning Lodewijk XI. In 1475 stelde Karel hem aan tot stadhouder-generaal van de Lage Landen alvorens op krijgstocht naar Lotharingen te vertrekken.
Bij de dood van Karel in januari 1477 stelde diens (nog ongehuwde) dochter, de nieuwe hertogin Maria van Bourgondië, hem opnieuw aan als stadhouder-generaal van de Nederlanden. In april van dat jaar huwde Maria met aartshertog Maximiliaan van Oostenrijk. Een jaar later, op het kapittel van het Gulden Vlies in Brugge, werd Maximiliaan opgenomen in de ridderorde en aangesteld tot haar soeverein. Adolf van Kleef, als hoogste in rang aanwezig bij de ceremonie, sloeg Maximiliaan tot ridder.
Nog in 1478 trad Adolf op als peter van de pasgeboren zoon van Maria, de latere aartshertog Filips de Schone. Toen de jongen drie jaar werd, sloeg Adolf hem tot ridder op het kapittel van het Gulden Vlies in 's-Hertogenbosch.
Van 1477 tot 1482 oefende hij de functie van gouverneur en kapitein-generaal (militair bevelhebber) van het graafschap Henegouwen uit (1477–1482).
In 1482 stierf Maria na een jachtongeval in de bossen van Wijnendale, op het domein van Adolf van Kleef. In juni 1483 stelde Maximiliaan, onder druk van de Vlamingen, een regentschapsraad aan om in naam van de minderjarige Filips de Schone Vlaanderen te besturen. Als verwant van de dynastie werd Adolf van Kleef een van de leden. In oktober van dat jaar ontnam Maximiliaan echter de bevoegdheden van de regentschapsraad, die niettemin blijft doorregeren.
Het autoritaire optreden van Maximiliaan joeg de bevolking van de Vlaamse steden en de adel tegen de Habsburger in het verzet. Adolf koos toen de kant van de opstandelingen en werd een van hun leiders. In mei 1484 nam hij (samen met Filips van Bourgondië) ontslag uit de regentschapsraad. Na een kortstondige vrede met Maximiliaan in juni 1485 (Vrede van Sluis), barstte de burgeroorlog in september 1487 opnieuw los. In het nauw gedreven door de Duitse troepen van Maximiliaan, moest Adolf zich in 1490 overgeven.
In september 1492, na de eindoverwinning van Maximiliaan, overleed hij in Zeeland. Zijn lichaam werd naar Brussel gevoerd, waar hij een welhaast vorstelijke begrafenis krijgt in de Dominicanenkerk.

### Nakomelingen
Behalve zijn wettige zoon Filips van Kleef, die zijn vader opvolgde in zijn heerlijkheden, liet Adolf ook een natuurlijke zoon, Jan van Kleef, bastaard van Ravenstein, na.

## Voorouders
| Voorouders van Adolf van Kleef-Ravenstein | Voorouders van Adolf van Kleef-Ravenstein                              | Voorouders van Adolf van Kleef-Ravenstein                              | Voorouders van Adolf van Kleef-Ravenstein                               | Voorouders van Adolf van Kleef-Ravenstein                               | Voorouders van Adolf van Kleef-Ravenstein                              | Voorouders van Adolf van Kleef-Ravenstein                              | Voorouders van Adolf van Kleef-Ravenstein                              | Voorouders van Adolf van Kleef-Ravenstein                              |
| ----------------------------------------- | ---------------------------------------------------------------------- | ---------------------------------------------------------------------- | ----------------------------------------------------------------------- | ----------------------------------------------------------------------- | ---------------------------------------------------------------------- | ---------------------------------------------------------------------- | ---------------------------------------------------------------------- | ---------------------------------------------------------------------- |
| Overgrootouders                           | Adolf II van der Mark (–1347) ∞ 1410 Margaretha van Kleef (–1333)      | Adolf II van der Mark (–1347) ∞ 1410 Margaretha van Kleef (–1333)      | Gerard van Berg (ca. 1325–1360) ∞ Margaretha van Ravensberg (1315–1389) | Gerard van Berg (ca. 1325–1360) ∞ Margaretha van Ravensberg (1315–1389) | Filips de Stoute (1342–1404) ∞ Margaretha van Male (1350–1405)         | Filips de Stoute (1342–1404) ∞ Margaretha van Male (1350–1405)         | Albrecht van Beieren (1336–1404) ∞ Margaretha van Brieg (1342–1386)    | Albrecht van Beieren (1336–1404) ∞ Margaretha van Brieg (1342–1386)    |
| Grootouders                               | Adolf III van der Mark (1334–1394) ∞ Margaretha van Gulik (1350–1425)  | Adolf III van der Mark (1334–1394) ∞ Margaretha van Gulik (1350–1425)  | Adolf III van der Mark (1334–1394) ∞ Margaretha van Gulik (1350–1425)   | Adolf III van der Mark (1334–1394) ∞ Margaretha van Gulik (1350–1425)   | Jan zonder Vrees (1371–1419) ∞ Margaretha van Beieren (1363–1423)      | Jan zonder Vrees (1371–1419) ∞ Margaretha van Beieren (1363–1423)      | Jan zonder Vrees (1371–1419) ∞ Margaretha van Beieren (1363–1423)      | Jan zonder Vrees (1371–1419) ∞ Margaretha van Beieren (1363–1423)      |
| Ouders                                    | Adolf IV van Kleef-Mark (1373–1448) ∞ Maria van Bourgondië (1393–1463) | Adolf IV van Kleef-Mark (1373–1448) ∞ Maria van Bourgondië (1393–1463) | Adolf IV van Kleef-Mark (1373–1448) ∞ Maria van Bourgondië (1393–1463)  | Adolf IV van Kleef-Mark (1373–1448) ∞ Maria van Bourgondië (1393–1463)  | Adolf IV van Kleef-Mark (1373–1448) ∞ Maria van Bourgondië (1393–1463) | Adolf IV van Kleef-Mark (1373–1448) ∞ Maria van Bourgondië (1393–1463) | Adolf IV van Kleef-Mark (1373–1448) ∞ Maria van Bourgondië (1393–1463) | Adolf IV van Kleef-Mark (1373–1448) ∞ Maria van Bourgondië (1393–1463) |
| Adolf van Kleef-Ravenstein (1425–1492)    |                                                                        |                                                                        |                                                                         |                                                                         |                                                                        |                                                                        |                                                                        |                                                                        |